# Nikolai Triik
Nikolai Triik (Tallinn, 7 agosto 1884 – Tallinn, 12 agosto 1940) è stato un pittore e grafico estone. 
Fu parzialmente influenzato sia dal simbolismo che dall'espressionismo.

## Biografia
Nikolai Voldemar Triik nacque in una famiglia della media borghesia estone. Diplomatosi nella scuola pubblica nel 1901, a 18 anni si iscrisse all'Accademia d'arte e industria di San Pietroburgo. Ma, per aver partecipato ad uno sciopero studentesco in occasione della Rivoluzione del 1905, fu espulso. Dovette quindi tornare a casa e continuare gli studi in una scuola d'arte privata, diretta da Ants Laikmaa. Più tardi, però, ritornò a San Pietroburgo come allievo di Osip Braz.

L'anno seguente accompagnò Konrad Mägi e Aleksander Tassa in un viaggio alle isole Åland, quindi lavorò per alcuni mesi nella scuola della "Finnish Art Association". Qualche tempo dopo Triik sposò la figlia di un ricco imprenditore, e con lei si trasferì per qualche tempo a Parigi, dove seguì i corsi di pittura dell'Académie Colarossi e dell'Académie Julian, e si iscrisse infine all'École nationale supérieure des beaux-arts.
Completati gli studi, visitò la Norvegia, per poi ritornare a San Pietroburgo, dove seguì i corsi dell'Accademia d'arte diretta da Nicholas Roerich. Nel 1911 iniziò una collaborazione con la rivista dell'Associazione letteraria "Noor-Eesti", nella sezione arte, creando una serie di lavori ispirati al folklore estone. Dopo diversi viaggi a Copenaghen e a Berlino, nel 1913 Triik si stabilì definitivamente in Estonia, lavorando come insegnante d'arte. Tre anni dopo divenne membro del Consiglio di Amministrazione dell'Associazione artistica "Eesti Kunstiselts" e, dal 1919 al 1920, diresse il settore "Fine Arts" del Ministero dell'Istruzione. Entrò poi a far parte di una associazione artistica progressista, la "Pallas", e si recò a Tartu ad insegnare nella scuola della stessa associazione.
Dal 1922 sino al 1926 diede lezioni private nel suo studio di Tartu, lavorando come libero artista sino al 1928. Cinque anni più tardi divenne il primo estone ad essere nominato Professore d'arte.

Nel 1935 la sua seconda moglie Victoria (figlia di Mihkel Martna), morì a soli quarantaquattro anni. All'inizio del 1940 Triik si ammalò e decise di tornare a Tallinn. Ma dopo qualche mese anch'egli si spense all'età di 56 anni.

## Galleria d'immagini

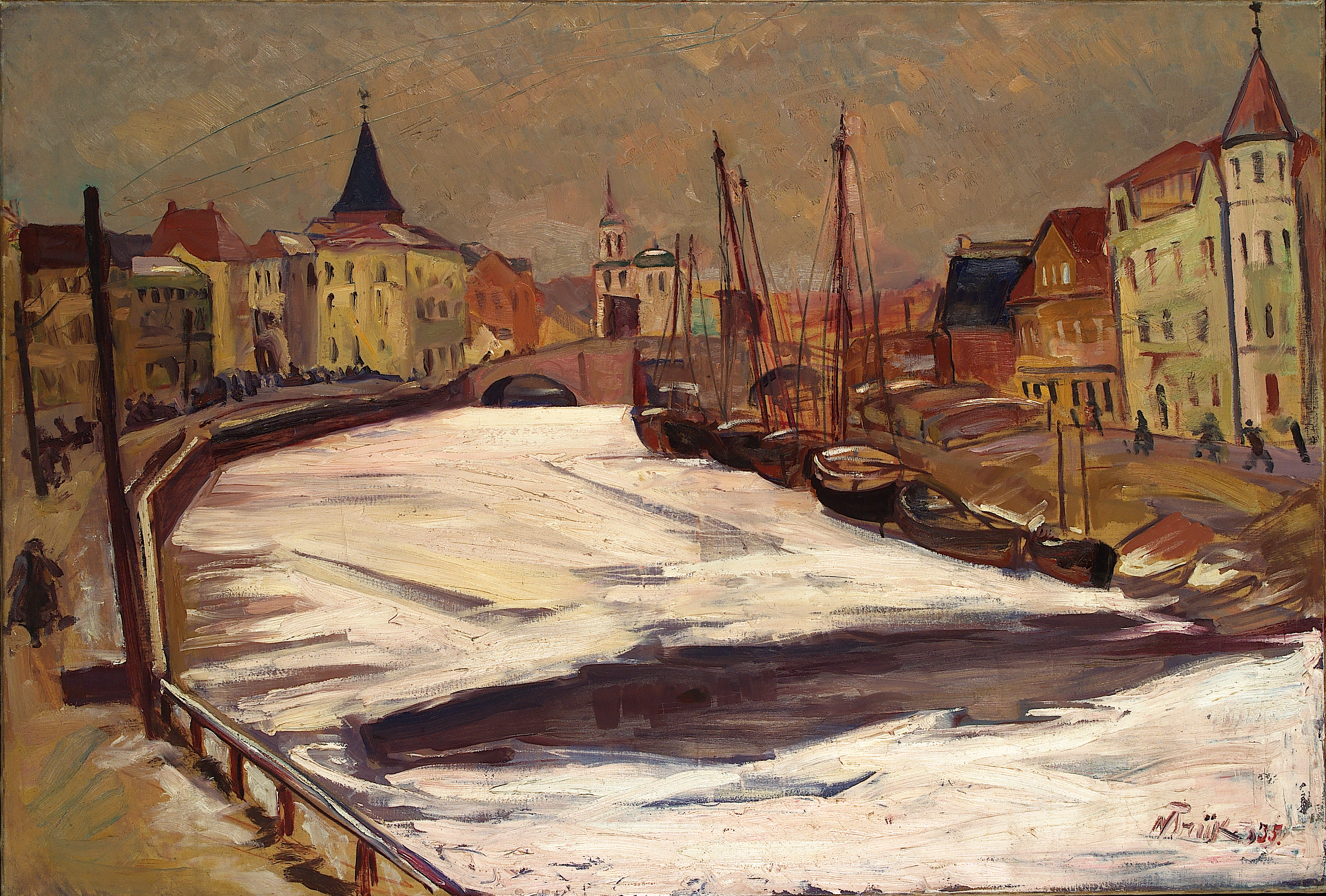
Talvine Tartu Emajõega
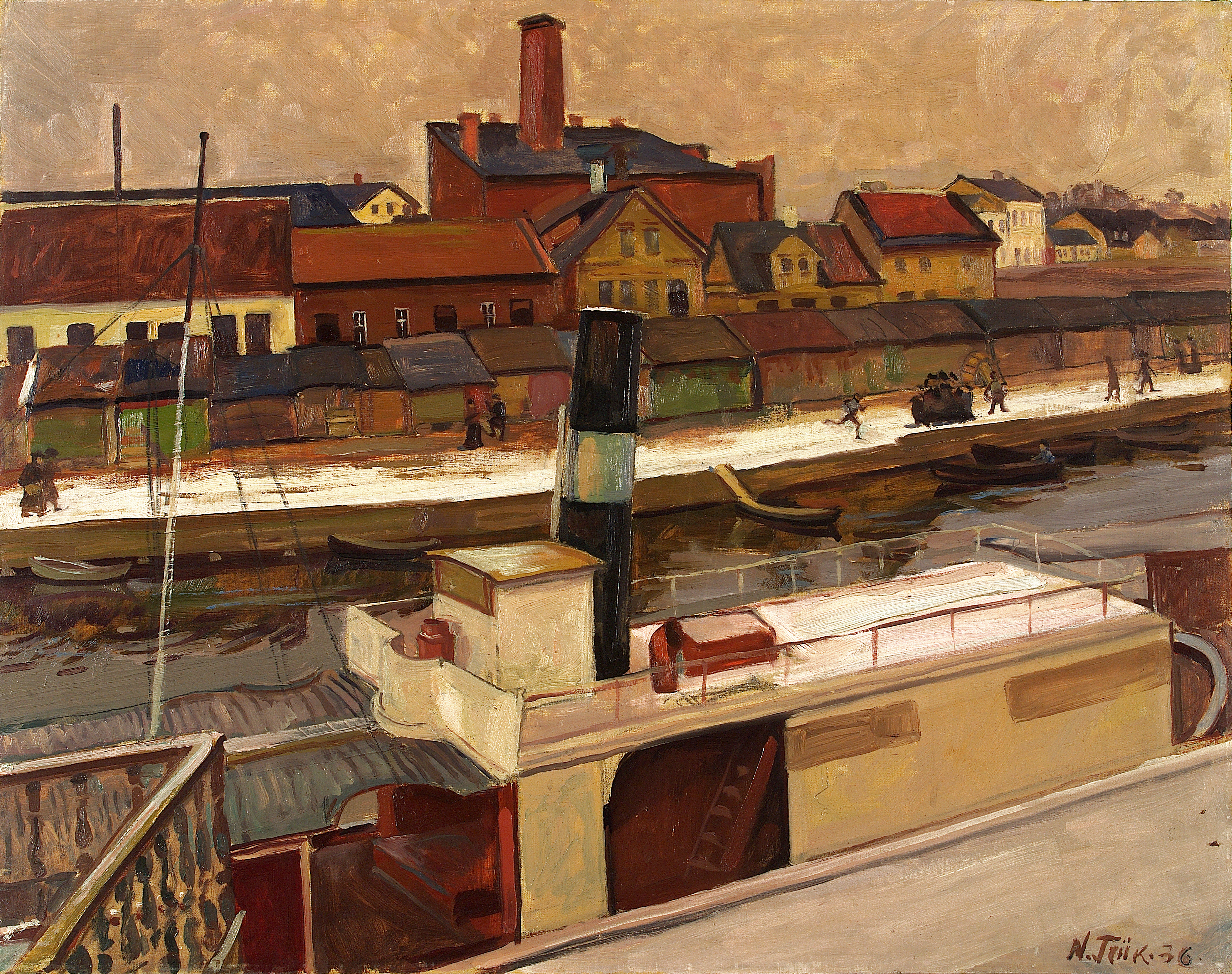
Tartu vaade
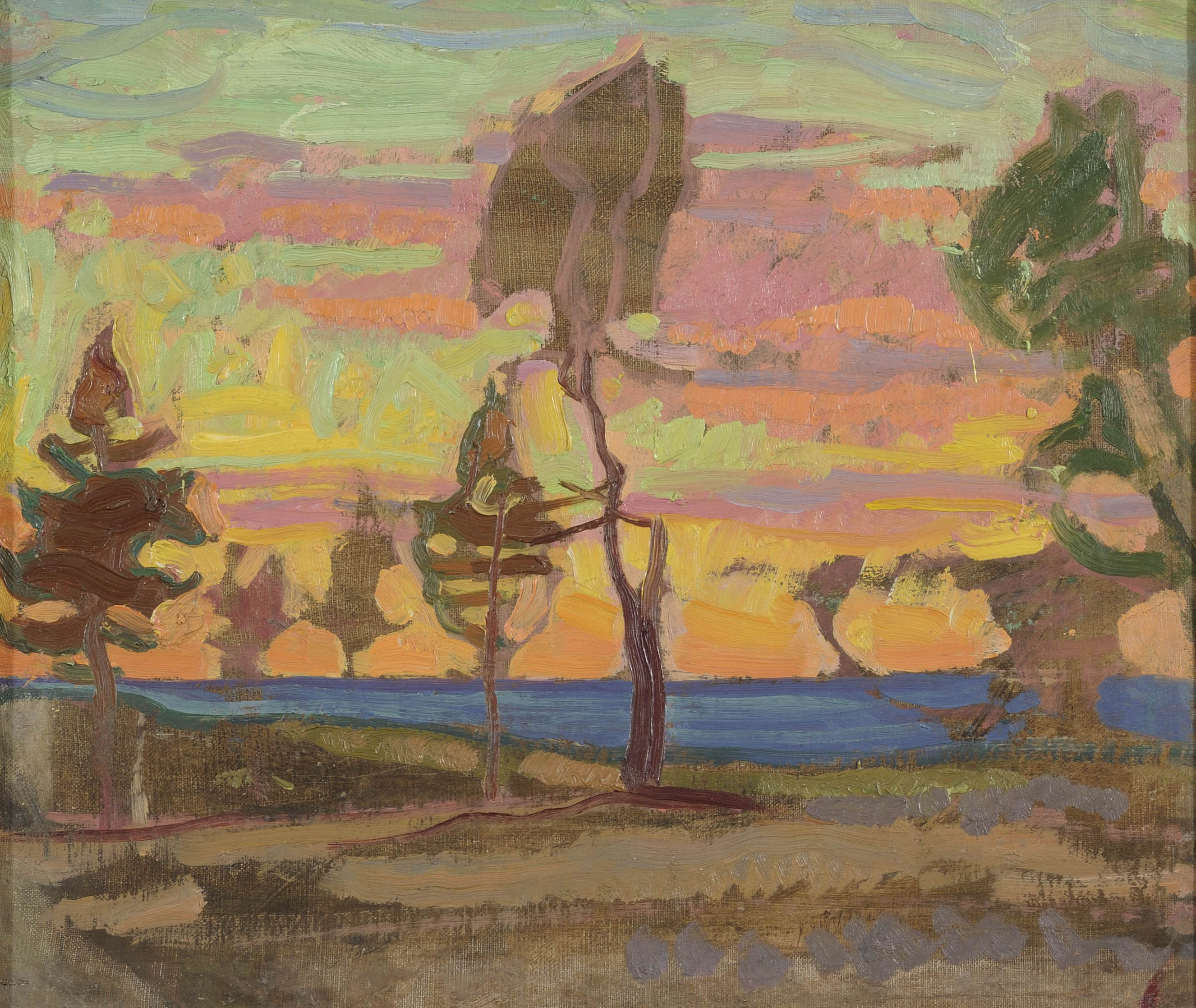
Paesaggio finnico
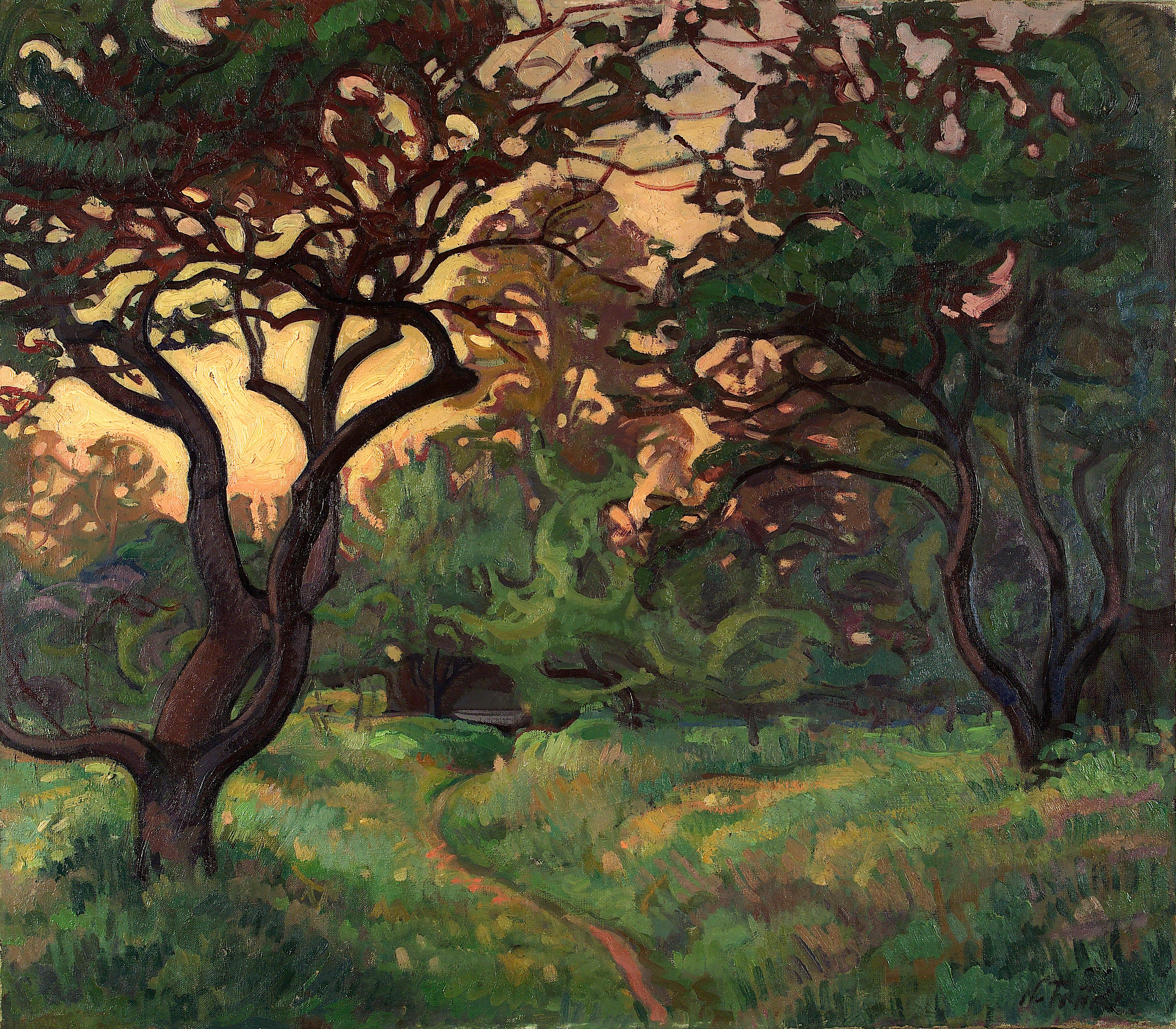
Vecchio giardino
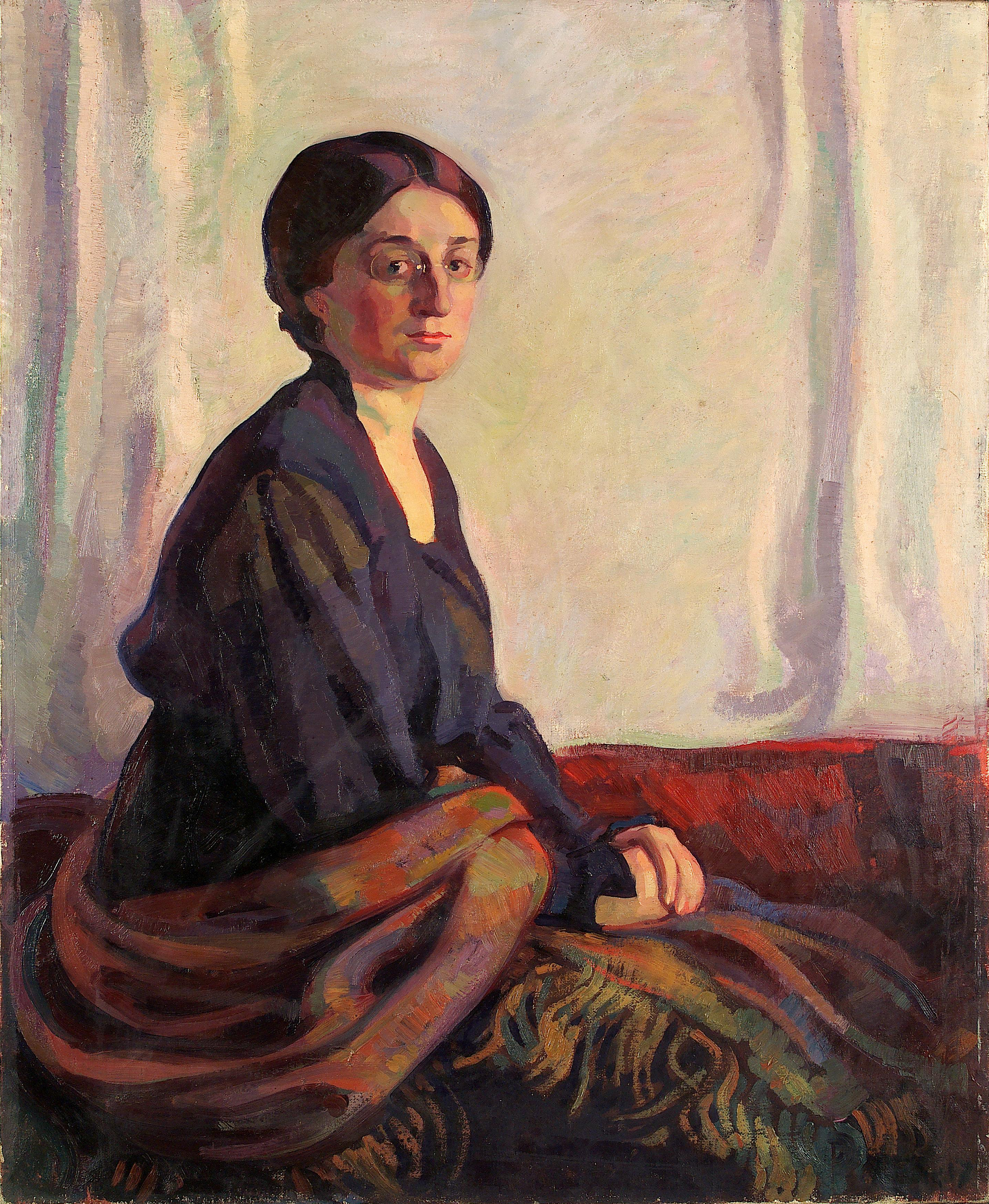
Ritratto di Ella Lüüs
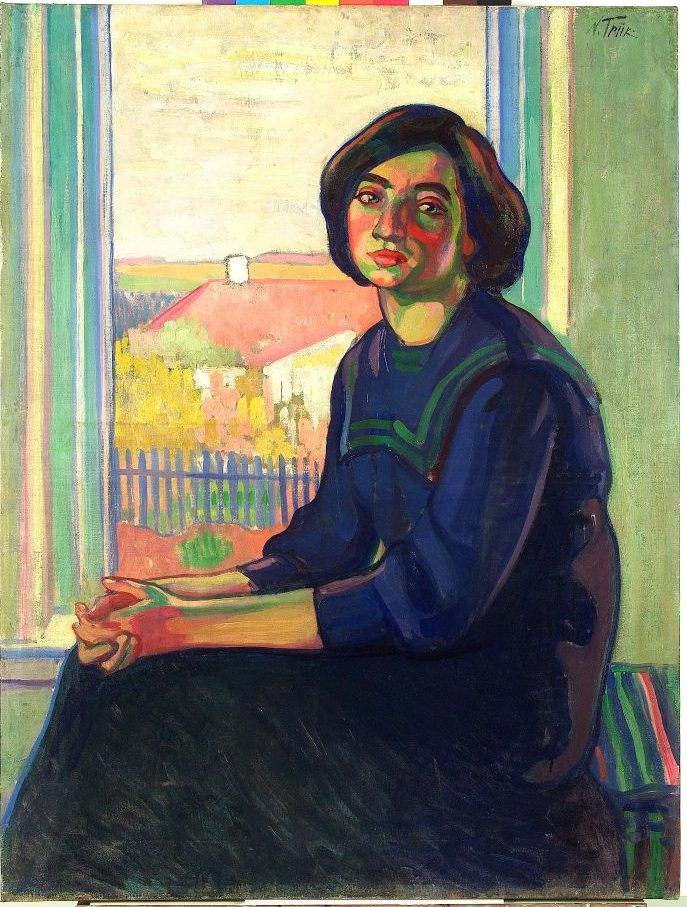
Ritratto della moglie Victoria Martna
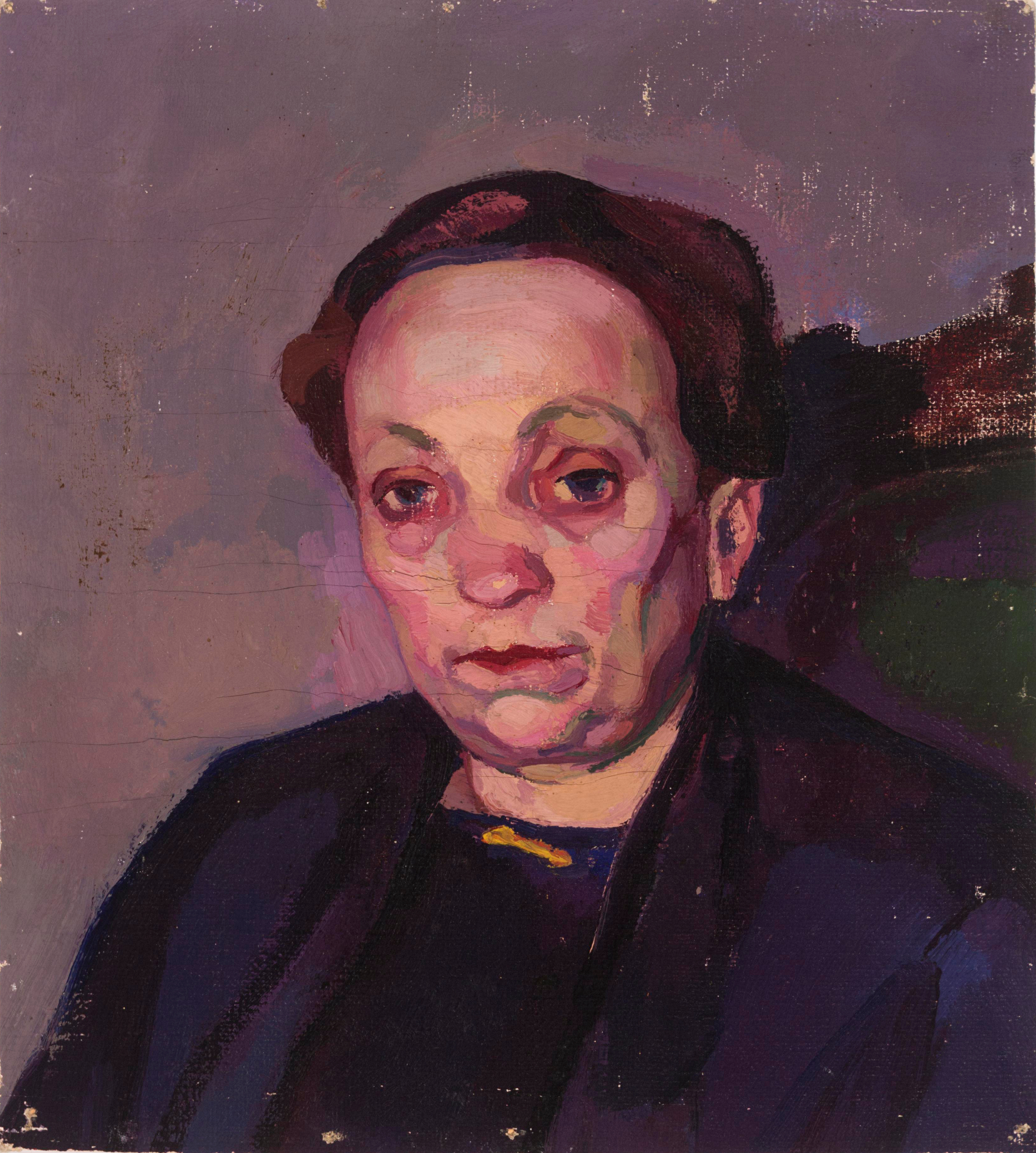
Ritratto di O. Martna
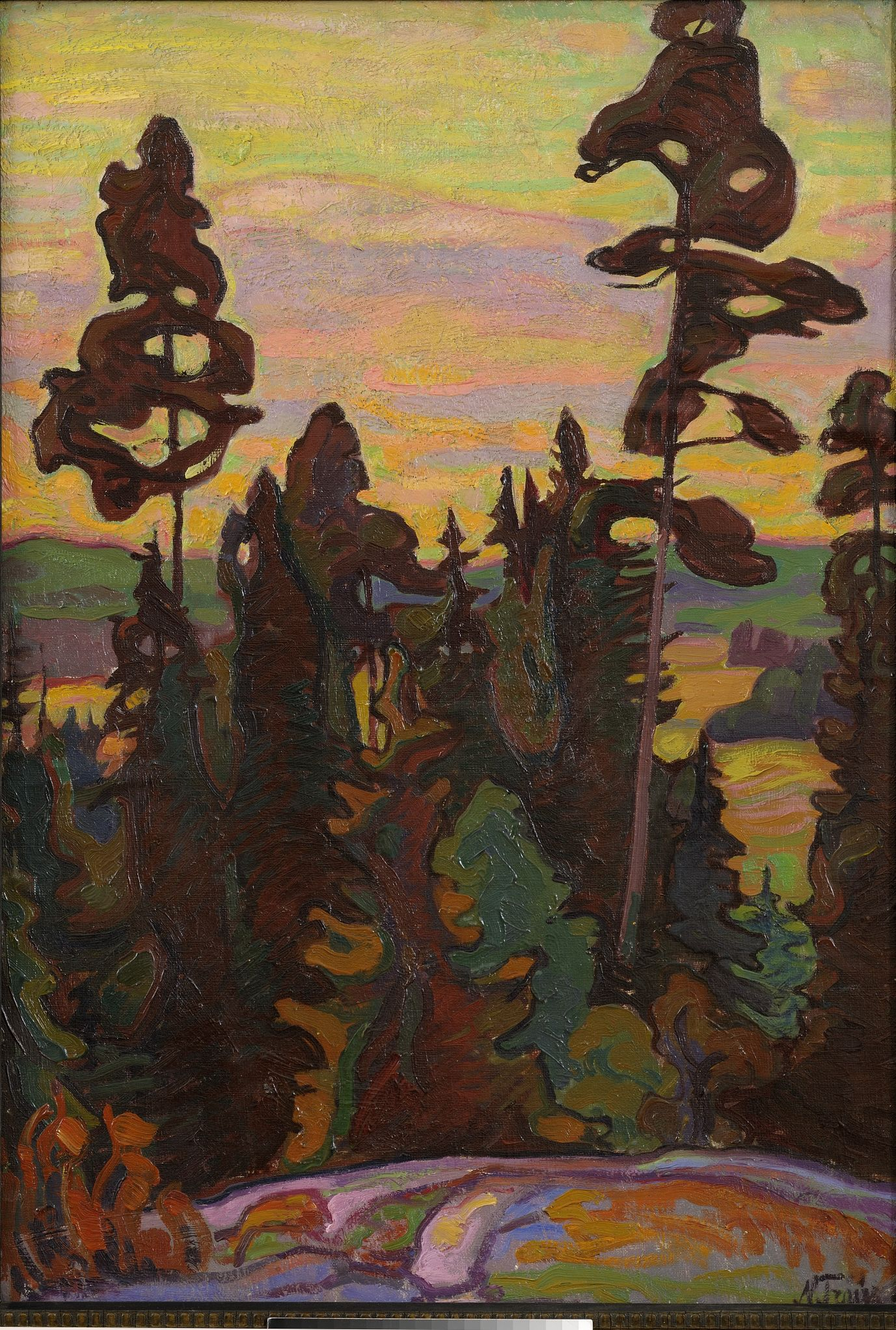
Soome maastik

## Collegamenti esterni

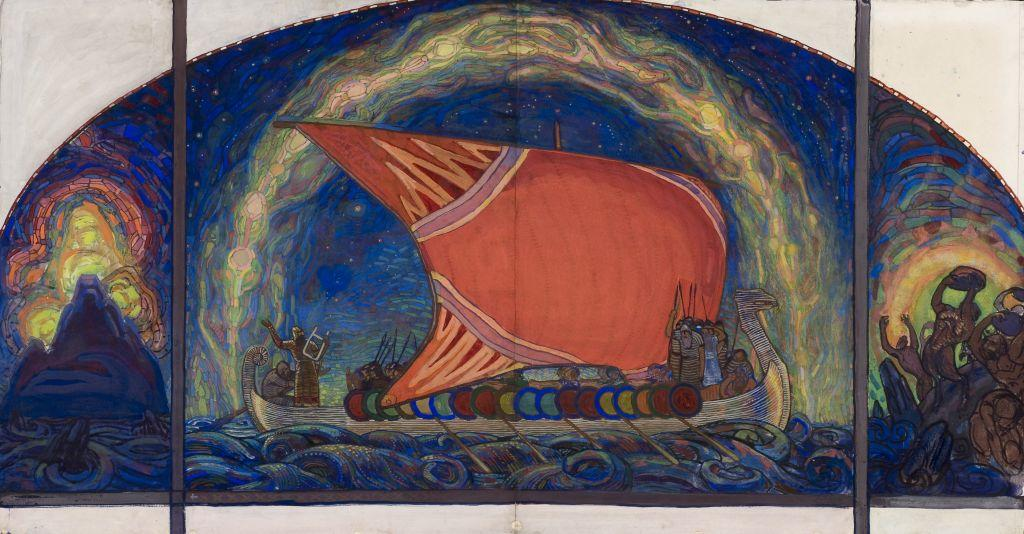
Lennuk